# Junkers Ju 86
O Junkers Ju 86 foi um bombardeiro monoplano alemão desenvolvido nos anos 30 pela Junkers. Foi inicialmente utilizado para transporte aéreo e, mais tarde, foi convertido para bombardeiro. Em 1934 foram pilotados os primeiros cinco protótipos.
Foi um dos principais bombardeiros da Luftwaffe nos anos iniciais do ramo aéreo, juntamente com o Dornier Do 17 e o Heinkel He 111.

## Desenvolvimento e combate
O modelo D-1 com motores diesel foi posto a serviço na Luftwaffe e transformou-se no bombardeiro médio padrão. A seguir, foi desenvolvida a série E, que era mais rápida com os motores tipo radial da BMW. A série K, alimentada pelos motores suecos da Bristol, era a mais rápida de todas. Quarenta aviões foram construídos pela Junkers, e 16 pela Saab.
O combate inicial do Ju 86 foi na Espanha, como uma das armas testadas pela Luftwaffe na Guerra Civil Espanhola. Cumpriu seu papel nas missões que lhes eram confiadas, mas estas versões eram vulneráveis mesmo aos caças biplanos. Muitos dos bombardeiros das séries D e E lutaram na Polônia, o seu último teatro operacional.
Mais tarde, alguns Ju 86 convertidos e designados Junkers Ju 86P, serviram como bombardeiros de grande altitude e foram utilizados para reconhecimento na Grã-Bretanha e Rússia.

## Serviço na Força Aérea Portuguesa
Foram usados também pelas Forças Armadas Portuguesas entre 1940 e 1945, sendo organizados num grupo de duas esquadrilhas de bombardeamento diurno, pertencendo à antiga Base Aérea n.º 2, actual Centro de Formação Militar e Técnica da Força Aérea.

## Aeronave sobrevivente
Actualmente existe apenas um Junkers Ju 86 no mundo, um Ju 86K-4, preservado no Museu da Força Aérea da Suécia.